# Компола
Компола (скор. від «КОМПост» + «шкОЛА») — спільний екологічний проєкт міністерств екології та природних ресурсів і освіти та науки України з компостування відходів шкільних їдалень, направлений на підвищення рівня екологічної освіти та залучення молоді до практичних навичок сталого розвитку та споживання.

## Історія
Проєкт започаткований 2016 року на базі Спеціалізованої школи №17 м. Києва з поглибленим вивченням математики з ініціативи її учнів Нікіти Шульги та Софії-Христини Борисюк. Для його реалізації на краудфандинговій платформі «GoFundEd» було зібрано 32 800 грн із заданих 31 000 грн. За зібрані кошти школа придбала обладнання для компостування відходів — спеціальні побутові компостери.
Першу партію компосту спільно з «Київзеленбудом» було використано для підживлення дерев у Києві.
За рік до проєкту долучилося більше 30 шкіл.
На початку 2017 року проєкт під свою опіку взяли Міністерства екології і освіти та науки України. Протягом 10-24 квітня 2018 року здійснювався збір заявок від українських шкіл для участі в проєкті «Компола». За умовами конкурсу у 200 закладах за результатами конкурсу встановлять компостери для переробки харчових відходів. 3 травня того ж року було оприлюднено список з 200 шкіл, яким встановлять компостери в рамках проєкту.